# Lowell, Massachusetts

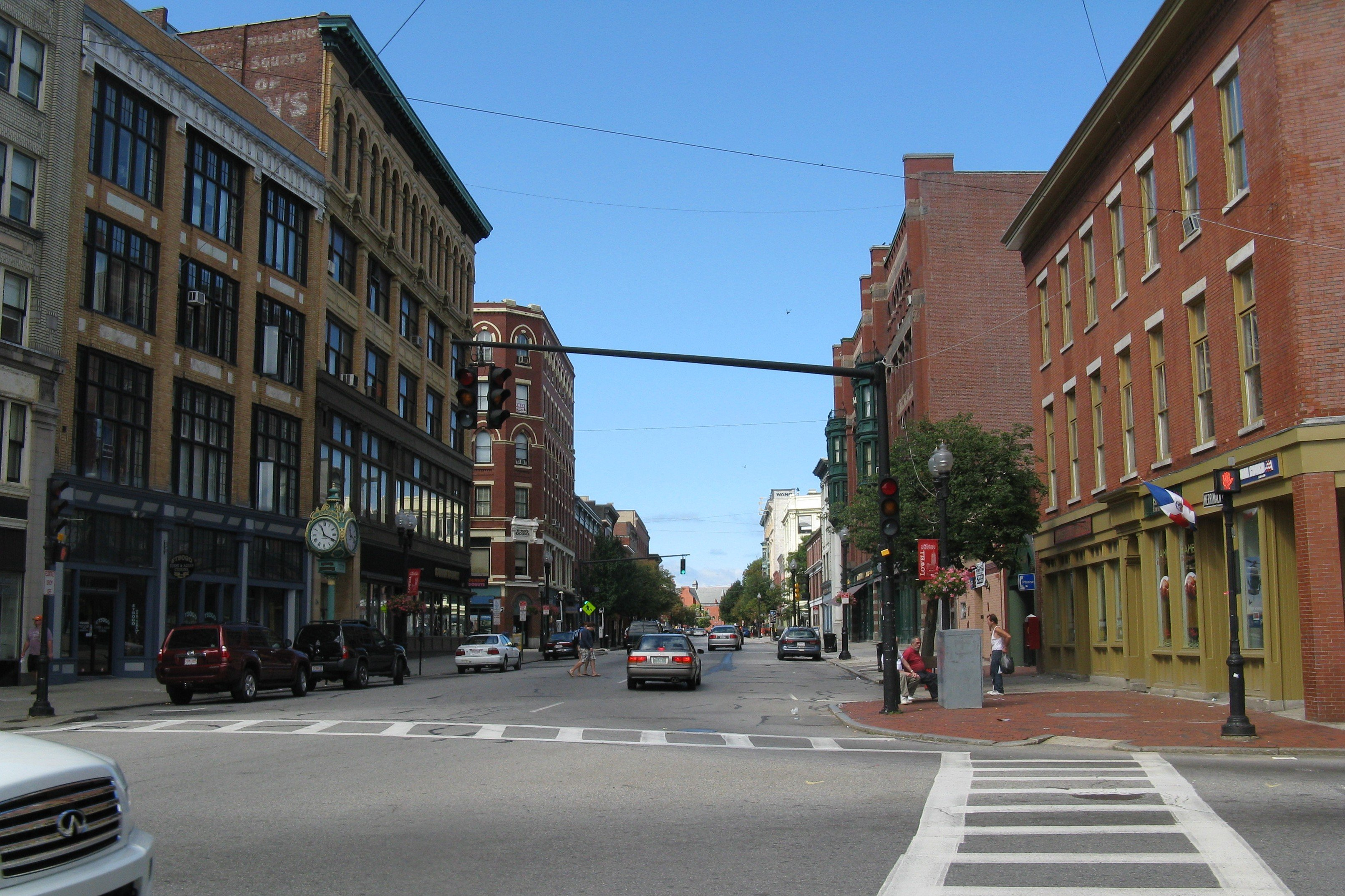

Lowell là thành phố ở quận Middlesex, đông bắc Massachusetts, tại nơi hợp lưu của các sông Concord và sông Merrimack. Khu vực này được thành lập năm 1836. Đây là trung tâm công nghiệp với các sản phẩm: dệt, hóa chất, vật tư ngành in, thiết bị điện và điện tử. Thành phố này có Đại học Massachusetts-Lowell, Bảo tàng Nghệ tuật nhà Whistler. Đây là nơi sinh của họa sĩ Mỹ James A. M. Whistler. Người Anh đã định cư ở đây vào những năm 1650 và đã trở thành một trung tâm dệt vào thế kỷ 19 nhưng công nghiệp bắt đầu giảm sút cuối thập niên 1920. Thành phố này được đặt tên theo Francis Cabot Lowell, một nhà sản xuất bông vải-dệt Mỹ. Dân số năm 1980 là 92.418m năm 1990 là 103.439.
Bản mẫu:Quận Middlesex